# Símbolos de San Andrés de Cuerquia
Los Símbolos de San Andrés de Cuerquia, son el emblema representativo de este municipio del departamento colombiano de Antioquia. La imagen de estos símbolos estás representados por el escudo de armas de la ciudad de San Andrés de Cuerquia; otro símbolo de la ciudad es la bandera municipal y el himno.

## Escudo
El escudo de Armas de San Andrés de Cuerquia es el emblema heráldico que representa al municipio. Es un escudo dividido en tres campos, en la parte inferior tiene una solapa que sale desde el tercer curtel.

## Bandera
La bandera de San Andrés de Cuerquia consiste en tres franjas de colores verde, blanco y azul de manera descendente, con tres estrellas de oro.

## Himno
El Himno a San Andrés de Cuerquia fue escrito por Pablo Arturo Areiza Duque
CORO
San Andrés, San Andrés te cantamos
con el alma y con el corazón
este himno de júbilo y gloria
fue compuesto con todo el amor
I
En las bellas montañas de Antioquia
hay un pueblo altanero y soberbio
que venciendo lo agreste del suelo
va entonando con fe su cantar
II
En tus fértiles valles cultivas
de las cañas fragante dulzor
y a lo lejos percibes aromas
de los verdes cafetos en flor
III
Los nativos libraron primero
las batallas del indio Cuerquí
y españoles feroces mataron
los anhelos del indio Cuní
IV
Hoy tus hijos celebran gozosos
de tus glorias el noble pendón
de la Cruz, el trabajo y la vida
hacen de esto su diaria misión
V
Santo Cristo piadoso y bendito
que tu pecho derrame perdones
de nosotros rime los males
de tu pueblo bendice tu prole
VI
Santa Madre de Dios purifica
con tu gracia divina, a tus hijos
que celebren gozosos tu fiesta
de patrona inmortal. Las Mercedes